# Samsung Galaxy S WiFi 3.6
Samsung Galaxy S WiFi 3.6 (Samsung YP-GS1) — портативный мультимедийный проигрыватель Samsung Electronics, работающих под управлением операционной системы Android. Принадлежит к линейке Samsung Galaxy Player. Модель поступила в продажу в 2011 году.
Плеер работает под управлением операционной системы Android 2.3 (Gingerbread) с фирменной оболочкой TouchWiz от Samsung. В нём установлен ARMv7 процессор с тактовой частотой 1 ГГц. Для хранения данных предусмотрено 8 ГБ встроенной памяти, которую можно расширить на 32 ГБ за счет карты памяти microSD. Поскольку часть встроенной памяти зарезервирована под фотографии и личные данные, при подключении к ПК доступ открывается не ко всем только к 6 ГБ.
Плеер изначально снабжен широким набором программ для открытия множества форматов файлов. Он способен проигрывать аудиофайлы lossless-качества и неконвертированное видео с разрешением до 1280×720 пикселей. Также имеется стандартная для Samsung система обработки звука DNSe 3.0, которая начиная с 2010 года стала называться SoundAlive.
Устройство может выходить в Интернет и делиться контентом с ТВ Samsung через функцию All Share, используя беспроводное Wi-Fi-соединение. Кроме Wi-Fi 802.11b/g/n, передача данных возможна также по USB 2.0 и Bluetooth 3.0. Плеер также оснащён модулем GPS, FM-тюнером, 2 Мп камерой и микрофоном. Благодаря наличию дополнительной фронтальной камеры можно осуществлять видеозвонки по GTalk или Skype.